# 庫爾特·史瑞德
庫爾特·史瑞德（Kurt Schrader；1951年10月19日—）是美國的一位政治人物。2009年-2023年，他是俄勒岡州第5選舉區選出的美國眾議院議員。他的黨籍是民主黨。他在2008年首次當選眾議院議員。在成為國會議員之前，他曾是俄勒岡州議會眾議員和參議員。